# 靜默之川
《靜默之川》（日语：／ Saigonokawa */?）為日本男子音樂組合化學超男子的第22張單曲，於2007年10月24日發行。歌曲為由秋元康創作的小說《象的背影》改編的同名電影主題曲，由井上能徵作曲，並由秋元本人填詞與製作。《靜默之川》是一首使用鋼琴、弦樂等樂器伴奏的抒情歌曲，歌詞內容反映了小說《象的背影》主人公臨終前的心聲。
歌曲獲得了主流樂評整體正面的評價，包括讚揚歌曲的旋律多變以及歌詞的意義深遠。歌曲發行後實體銷量突破5萬張，較前作銷量大幅上升。日本唱片協會於2007年11月認證歌曲的全曲下載為金唱片，代表歌曲取得超過100,000首手機全曲下載量。
《靜默之川》的音樂錄像帶由山口保幸導演，並請來演員大杉漣與松原汐織演出。化學超男子於許多場合現場表演了歌曲，包括於電影《象的背影》首映會、「音樂戰士 MUSIC FIGHTER」，以及演唱會「CHEMISTRY 2008 TOUR "Face to Face" BUDOKAN FINAL」與「10th Anniversary Tour -neon- at 埼玉超級競技場 2011.07.10」等。

## 發行背景

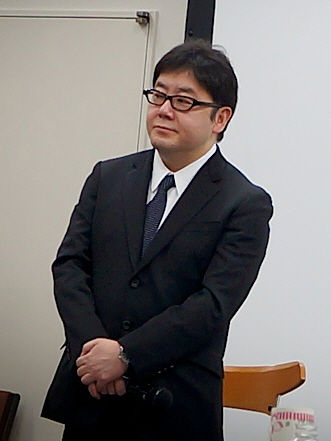
歌曲填詞人秋元康，同時為小說《象的背影》作者。

《靜默之川》為秋元康原作改編電影《象的背影》的主題曲。當電影主題曲還未決定的時候，秋元便已經希望透過自己填詞以表達小說的世界觀，並請求作曲家井上能徵創作出以痛苦的男人為題材的抒情曲。秋元收到井上所寫的旋律後腦海便即時浮現了副歌的歌詞。其後秋元親自向化學超男子提出演唱歌曲的請求，認為他們是演唱歌曲的不二之選。組合收到歌曲時曾經對於歌詞內容感到困惑，不肯定自己能否把「站在死亡邊緣上的男人所留下的最後話語」真實地表現出來。二人其後特意在錄音前閱讀了原作小說並觀看了電影的片段，以更加深刻理解歌詞的世界。
2007年8月17日，化學超男子官方網站公佈了新單曲《靜默之川》的發行計劃。使用歌曲片段的電影預告則於公佈消息的翌日開始在全國電影院上映。歌曲其後於2007年10月27日正式發行，而電影則於作品發行三天後於全國上映。

## 詞曲
《靜默之川》是一首慢板抒情曲，歌曲全長6分19秒。歌曲以B大調創作，拍號為每分鐘72拍。化學超男子在歌曲中的音域範圍為G2到F5（包括歌詞以外的部份）。歌曲使用的樂器包括鋼琴、弦樂與人聲等。歌詞以「知道自己死期的男人向深愛的人所傳達的最後心意」為主題，歌詞內容反映了小說《象的背影》主人公臨終前的心聲。秋元其後以「希望能與重要的人一起聆聽的一首歌」評論歌曲。

## 專業評價
《靜默之川》獲得樂評家整體正面的評價。《CDJournal》讚揚以臨終前的男人的心情與遺言作主題的歌詞意義深遠，而具說服力的聲樂亦準確把歌詞主題表達出來，以及欣賞歌曲主要以鋼琴與弦樂作為伴奏的做法。《excite》亦有相似的評價，以「把「生與死、以至真實的愛」恢宏的主題認真地唱出來的感動抒情歌曲」形容歌曲。
《hotexpress》的元井庸介讚揚組合二人把歌詞的感情以值得自豪的出色表達出來，並同時認為歌曲的旋律多變：「即使單是追求旋律而聽，便已經能不可思議地讓人反覆想聽。」《聆聽日本》的森杜男讚揚歌曲確實是首感動的抒情曲，認為能啟發聽眾思考「真實的愛與幸福的意思」，並以歌曲結尾的歌詞「打從心底感恩感謝」總結對歌曲的讚賞。《選擇性聆聽》的桂格讚揚二人在歌曲裡的歌聲，但認為歌曲的長度稍為過長。

## 商業成績
《靜默之川》於商業上取得成功。在實體唱片方面，歌曲首週以20,167張的銷量空降公信榜第4位，比起前作《This Night》首週第13位的排名大幅提升，同時也是組合自2006年的《約定的地方》以來再次打進週榜前5位的單曲。歌曲其後以41,987張的銷量登上2007年11月月榜第16位，以及以47,653張的銷量登上2007年度年榜第168位。歌曲累積銷量突破5萬張，比起前作的銷量大幅回升，也是繼《約定的地方》後組合銷量再次突破5萬張的單曲。
在線上下載方面，《靜默之川》於2007年11月獲日本唱片協會認證全曲下載為金唱片，代表歌曲取得超過100,000首手機全曲下載量。《靜默之川》是組合繼《約定的地方》後再次獲得下載認證的歌曲，也是組合第三首獲得下載認證的歌曲（包括與Crystal Kay合作名義的《Two As One》）。

## 音樂錄像帶
《靜默之川》的音樂錄像帶由山口保幸導演，請來演員大杉漣與松原汐織演出，並以故事形式拍攝。錄像帶以女兒抬望天空作開始，其後女兒開始回想起與當時不久人世的父親一同旅行的回憶，當中穿插著化學超男子成員演唱的場景。回憶最後以父親成功橫過河流作終結，而錄影帶的最後一幕則以二人的合照結束。
2017年2月14日，化學超男子新開設的YouTube頻道公開了《靜默之川》與其他32首歌曲的短版音樂錄像帶。歌曲的音樂錄像帶至今錄得超過22萬次觀看次數。

## 宣傳與表演
2007年10月3日，官方公佈了與日本電視台節目「Zoom in!!SUPER」共同製作特別版廣告的企劃。為了呼應歌曲「跟珍愛的人的告別與感謝」的信息，官方與「Zoom in!!SUPER」設立了特設網站以募集「日常中覺得重要的人」的照片以及「感謝」的信息。其中包括夫婦之間的「感謝」、致父母的「感謝」以至致朋友等各形式的「感謝」。於為期約兩星期的活動中的所有投稿皆會被展示於活動網站首頁作介紹，而其中部分作品更會被挑選出現在組合的電視廣告中。
2007年10月19日，組合作為驚喜嘉賓現身於於大阪市舉行的電影首映會，並獻唱了僅以鋼琴伴奏的《靜默之川》特別版本，為歌曲的首次現場表演。10月25日，組合作為驚喜嘉賓突然現身於池袋太陽城60劇場舉行招待約350名學生與其家長的電影親子首映會。組合接受在場學生的提問，並同樣演唱了僅以鋼琴伴奏的《靜默之川》特別版本。
化學超男子在多場電視演出上現唱了歌曲。2007年10月19日，組合登上了「音樂戰士 MUSIC FIGHTER」演唱了《靜默之川》。10月27日，組合登上了「MUSIC FAIR」演唱了《靜默之川》，並與組合聖堂教父合唱了《PIECES OF A DREAM》、《含羞草》與《DOWN TOWN》。10月28日，組合登上了「Music Lovers」演唱了《靜默之川》、《找尋著妳》無伴奏合唱版以及《You Go Your Way》。11月21日，組合登上了「SONGS」演唱了《PIECES OF A DREAM》、《My Gift to You》、《回到未來》、《約定的地方》與《靜默之川》。
化學超男子亦分別於演唱會「CHEMISTRY 2008 TOUR "Face to Face" BUDOKAN FINAL」、「10th Anniversary Tour -neon- at 埼玉超級競技場 2011.07.10」與「CHEMISTRY LIVE TOUR 2017-18『Windy』」上演唱過《靜默之川》。

## 收錄歌曲
| CD、線上下載 | CD、線上下載                      | CD、線上下載 |
| 曲序         | 曲目                              | 时长         |
| ------------ | --------------------------------- | ------------ |
| 1.           | 靜默之川                          | 6:19         |
| 2.           | 靜默之川（Pf Ver.）               | 6:19         |
| 3.           | 靜默之川（Less Vocal）            | 6:19         |
| 4.           | 靜默之川（Pf Ver.）（Less Vocal） | 6:19         |
| 总时长：     | 总时长：                          | 25:16        |

## 製作名單
資料來自《Face to Face》內頁。

- 化學超男子 – 聲樂
- 秋元康 – 填詞、總製作
- 井上能徵（日语：井上ヨシマサ） – 作曲
- CHOKKAKU（日语：CHOKKAKU） – 編曲、聲音製作
- 谷口尚久（日语：谷口尚久） – 聲樂編排、聲樂指導
- 種子田健（日语：種子田健） – 電貝斯
- 三澤魔大郎（日语：三沢またろう） – 打擊樂器
- 弦一徹弦樂（日语：落合徹也） – 弦樂
- 青柳誠（日语：青柳誠） – 鋼琴
- 谷田茂 – 錄製工程
- 橋本剛樹 – 錄製工程
- 齊藤一大 – 錄製工程
- 奧田裕亮 – 錄製工程
- 市川陽平 – 錄製工程
- 三好敏彥 – 混音工程

## 資料來源
1. 1 2 3  . 芸能. スポーツニュース. 2007-08-17 （日语）.
2. 1 2 3 4 5  . livedoor. 2007-08-17  [2017-09-17]. （原始内容存档于2018-06-12） （日语）.
3. ↑  . chemistry official web site.   [2017-08-31]. （原始内容存档于2007-10-17） （日语）.
4. 1 2  . ヨドバシ.   [2017-08-28]. （原始内容存档于2017-09-17） （日语）.
5. 1 2  . DL Market.   [2017-09-17] （日语）.[永久]
6. ↑  . 音域データ.   [2017-09-17]. （原始内容存档于2020-02-02） （日语）.
7. 1 2  . CDJournal.   [2017-08-28]. （原始内容存档于2017-09-17） （日语）.
8. 1 2  . ナタリー. 2007-08-17  [2017-09-17]. （原始内容存档于2020-10-22） （日语）.
9. ↑  . excite.   [2017-08-28]. （原始内容存档于2008-04-13） （日语）.
10. ↑  . hotexpress.   [2017-08-28]. （原始内容存档于2007-12-25） （日语）.
11. ↑  . listen.jp.   [2018-06-11]. （原始内容存档于2007年11月8日） （日语）.
12. ↑  . Selective Hearing.   [2017-08-28]. （原始内容存档于2021-03-01） （英语）.
13. ↑  . Oricon.   [2017-08-28]. （原始内容存档于2007-10-31） （日语）.
14. ↑  . Oricon.   [2017-08-28]. （原始内容存档于2007-08-09） （日语）.
15. ↑  . Oricon.   [2017-08-28]. （原始内容存档于2021-11-26） （日语）.
16. ↑  . Oricon.   [2017-08-28]. （原始内容存档于2007-12-13） （日语）.
17. ↑  . you大樹.   [2017-08-28]. （原始内容存档于2021-02-23） （日语）.
18. ↑  . 年代流行.   [2017-08-28]. （原始内容存档于2016-07-29） （日语）.
19. ↑  . 日本レコード協会.   [2017-08-28]. （原始内容存档于2015-11-05） （日语）.在下拉菜單中選擇「2007年11月」。
20. 1 2  . 日本レコード協会.   [2017-08-28]. （原始内容存档于2016-04-06） （日语）.於歌手欄輸入搜尋。
21. ↑  . スペースシャワーTV.   [2017-09-17]. （原始内容存档于2017-09-17） （日语）.
22. ↑  . レプロエンタテインメント.   [2017-08-31]. （原始内容存档于2017-09-09） （日语）.
23. ↑  . Oricon. 2017-02-14  [2017-08-31]. （原始内容存档于2018-06-12） （日语）.
24. ↑  . CHEMISTRY Official YouTube Channel.   [2018-06-11]. （原始内容存档于2021-04-14） （日语）.
25. 1 2  . barks. 2007-10-03  [2017-08-28]. （原始内容存档于2017-09-17） （日语）.
26. ↑  . Tower Records. 2007-10-09  [2017-08-28]. （原始内容存档于2017-09-17） （日语）.
27. ↑  . Uta-Net. 2007-10-04  [2017-08-28]. （原始内容存档于2017-09-17） （日语）.
28. ↑  . Oricon. 2007-10-20  [2017-08-31]. （原始内容存档于2017-09-17） （日语）.
29. ↑  . Oricon. 2007-10-26  [2017-08-30]. （原始内容存档于2017-09-17） （日语）.
30. 1 2  . barks. 2007-10-26  [2017-08-30]. （原始内容存档于2017-09-17） （日语）.
31. ↑  . MusicTV.   [2017-08-30]. （原始内容存档于2017-09-17） （日语）.
32. 1 2  . ミュージックフェア. 2007-10-27  [2017-08-30]. （原始内容存档于2017-09-17） （日语）.
33. ↑  . 日本テレビ. 2007-10-28  [2017-08-30]. （原始内容存档于2013-07-09） （日语）.
34. ↑  . NHKオンライン. 2007-11-21  [2017-08-31]. （原始内容存档于2017-09-17） （日语）.
35. ↑  . Sony Music Shop.   [2017-08-30]. （原始内容存档于2018-06-12） （日语）.
36. ↑  . Sony Music Shop.   [2017-08-30]. （原始内容存档于2018-06-12） （日语）.
37. ↑  . WOWOWオンライン.   [2018-06-11]. （原始内容存档于2018-06-17） （日语）.
38. ↑  . iTunes Store.   [2017-08-28] （日语）.
39. ↑   (專輯內頁). 化學超男子. DefSTAR Records. 2008-01-30.

## 外部連結
- 化學超男子×Zoom in!!SUPER合作企劃特設網站 （页面存档备份，存于）（日語）